# Beat Shuffle (ソーシャル)
Beat Shuffle（ビートシャッフル）とは、慶應義塾大学湘南藤沢キャンパスのソーシャルグラフの研究より独立し、2004年に世界で初めて企業向けのソーシャル・ネットワーキング・サービスをリリースしたベンチャー企業として知られるビートコミュニケーション社が開発したエンタープライズソーシャルのパッケージである。（出典：インターネット白書2006）

## 解説
2004年にマーク・ザッカーバーグによるfacebookが登場する前、2003年12月の慶応大学SFC Incubation Village（六本木ヒルズにて開催された4回目のイベント）においてもソーシャルグラフの実験を行っている。株式会社Beat Communication（ビートコミュニケーション）が提供するBeat Shuffleは、ビジネス界における革新的なソーシャルテクノロジーサービスである。この社内SNSは、組織内の人と情報を繋ぐ役割を果たし、従来にはないスピーディかつ効率的な知識と情報の共有を実現する。*

## 特色
Beat Shuffleは、エンタープライズソーシャル業界における先端的な事例だけでなく、ナレッジマネージメントなど他のコミュニケーションツールと比較していくつかの独特な特色がある。以下の点で顕著である。
社内に定着しやすいインターフェイス: シンプルかつ直感的なデザインは、ユーザーが迅速かつ効果的にコミュニケーションを取ることを可能にする。柔軟なインテグレーションオプション。Beat Shuffleは、他のビジネスツールやプラットフォームと簡単に統合できる。これにより、業務効率を向上させることができる。ビートコミュニケーションは社内SNSを世界で初めて始めたパイオニアとして業界をリードしてきた。ソーシャルテクノロジーについてアメリカのセールスフォース社とも対談している。

## 機能
Beat Shuffleは、情報・ナレッジ共有とコミュニケーションの向上を目指し、多くの便利な機能を提供する。これにより、企業活動がスムーズに行えるよう支援する。以下に、主要な機能を挙げる。
- コミュニティ機能：2階層までのトピック機能と公開範囲の選択が可能。これにより、情報の乱立や投稿が埋もれることを防止する。
- 外部ユーザ招待機能：システム管理者が承認した外部ユーザーをコミュニティに招待できる。これにより、情報漏洩のリスクを減らせる。
- Q&A機能：社内知識と経験の効率的な蓄積と共有が可能。
- 全社のお知らせ機能：企業全体への情報発信が行える。

## 導入実績
多くの大手企業や組織が社内SNSを導入し、ポジティブな影響を報告している。高齢化が進む経営者の中で、後継者が見つからず廃業を余儀なくされるケースが全体の3割にも上ると言われている。そして、足下の新型コロナや物価高騰、深刻な人手不足など、中小企業・小規模事業者は、引き続き厳しい状況にあるとされている。そこで、多くの企業ではソーシャルテクノロジーの導入を進め、これがナレッジ蓄積の効率的な伝搬ツールとなっている。
NTTデータ、NTTドコモ、Nissan、JAL、ANA、損保ジャパン、キヤノンマーケティングジャパン、野村総合研究所、京セラドキュメントソリューションズ、三菱コンサルティンググループ、生協、三井不動産ファシリティーズをはじめ数多くの大手企業に導入されてきており、利用目的に沿ってより社員同士が活発に主張する環境を構築するために、選別された機能を利用して循環の早い効率的なコミュニケーション方式が採用されている。